# Antonín Daněk

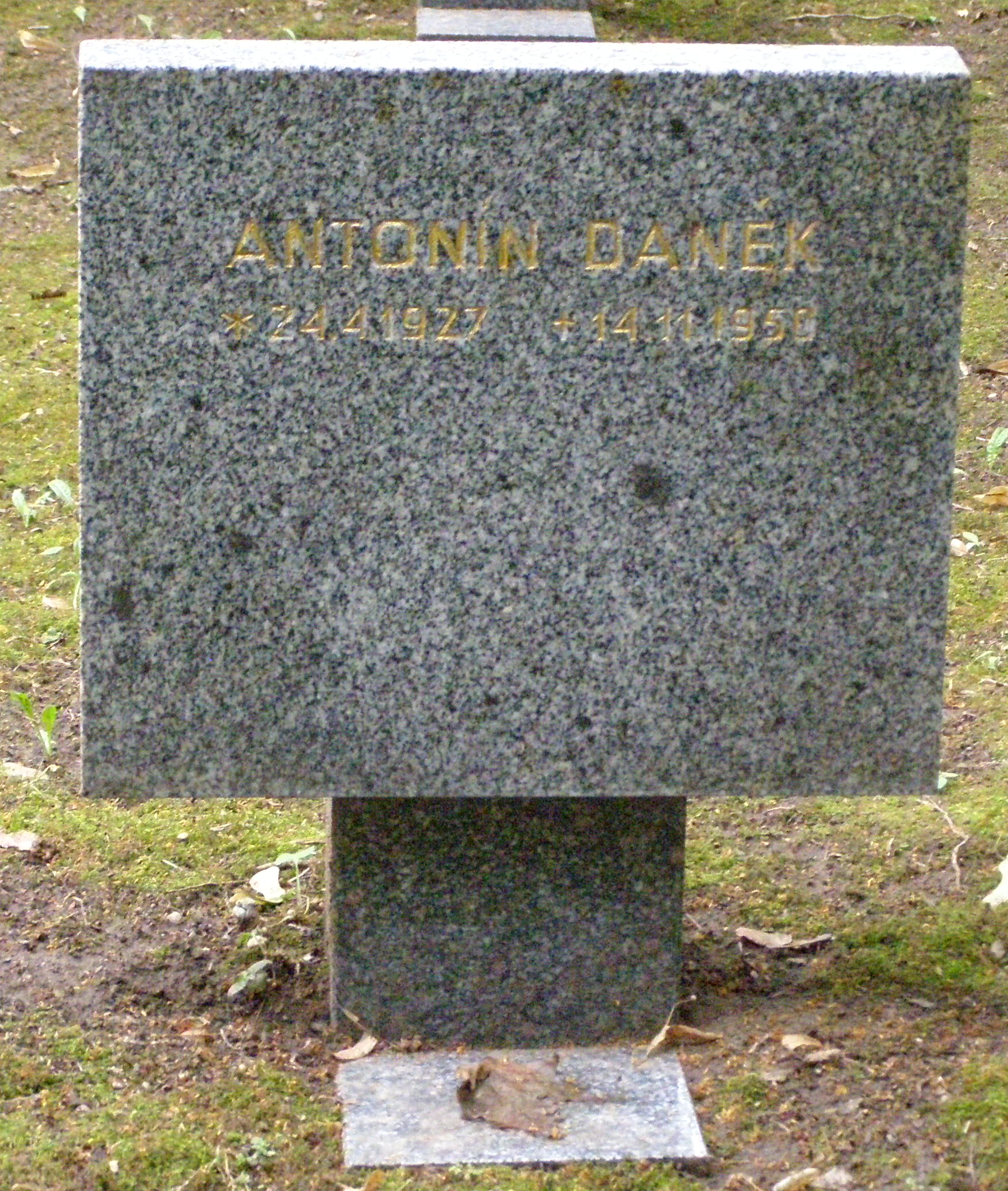
Symbolický hrob na Čestném pohřebišti popravených a umučených z padesátých let (III. odboj) na Ďáblickém hřbitově v Praze

Antonín Daněk (24. dubna 1927 Karolín – 14. října 1950 Brno) byl český student a protikomunistický odbojář odsouzený komunistickým režimem k trestu smrti a v roce 1950 popraven.

## Životopis
Narodil se v roce 1927 v Karolíně na Kroměřížsku matce Marii. Jeho otec Antonín zemřel v mládí. Měl bratra Karla, sestru Bohumilu a jednoho dalšího sourozence. Po studiu se stal pomocným dělníkem ve firmě Svit ve Zlíně. V únoru 1945 se stal partyzánem, když vstoupil do 1. československé partyzánské brigády Jana Žižky.

### Po únoru 1948
V dubnu 1949 se stal členem odbojové skupiny Světlana poté, co mu ji představil jeho bratr Karel. Měl za úkol do skupiny nabírat nové členy, což se mu povedlo ve dvou případech. V rámci své odbojové činnosti šířil protirežimní letáky, pomáhal ukrývat členy skupiny, získal zprávu týkající se milice v Gottwaldově, pomohl při převozu cyklostylu a spolupracovníkovi v odboji zprostředkoval samopal. Od květnu 1949 se snažil uprchnout do zahraničí. V červnu 1949 byl postřelen při přestřelce v Brankovicích a následně zatčen. Při přestřelce zároveň zranil příslušníka Státní bezpečnosti. Za svou odbojovou činnost byl Státním soudem v Brně v dubnu 1950 za trestné činy velezrady, vyzvědačství a nedokonané vraždy odsouzen k trestu smrti. V červnu 1950 se proti verdiktu odvolal, to však Nejvyšší soud zamítl. Bez odezvy zůstaly rovněž žádosti o prezidentskou milost zaslané prezidentovi Klementu Gottwaldovi a jeho ženě Martě Gottwaldové. V říjnu 1950 byl popraven. Zajímavostí je, že během procesu svaloval prakticky veškerou vinu na svého bratra Karla, přičemž není jisté, zda šlo o Státní bezpečností zinscenované jednání, domluvu mezi bratry, či prostou snahu zachránit si vlastní život za každou cenu.

#### Rehabilitace
Po sametové revoluci byl v září 1990 rehabilitován v souvislosti s trestnými činy velezrady a vyzvědačství. V červnu 1994 jej soud rehabilitoval i v případu nedokonané vraždy. Na pamětní desce připomínající oběti komunistického režimu ve Svatém Hostýně je uvedeno i jeho jméno.

### Jmenovci
Antonín Daněk: Narozený v roce 1922. Protikomunistický odbojář a člen skupiny Světlana. Zemřel za nejasných okolností v roce 1949.
Antonín Daněk: Narozený v roce 1952. Vojenský zběh který 23. července 1973 odcizil z posádky v Kroměříži obrněný transportér OT 64 a samopal s 400 náboji. Během svého útěku narazil na kolonu s vojáky aktivních záloh, po kterých opakovaně vystřelil. 3 vojáky zabil a dalších 12 zranil. Téhož roku byl odsouzen k trestu smrti a popraven.